# Ananiáš z Arbely
Svatý Ananiáš z Arbely byl křesťanský mučedník žijící ve 4. století.
Byl zatčen, mučen a nakonec zabit při pronásledování křesťanů za vlády perského velkokrále Šápúra II.
Jeho svátek se slaví 1. prosince.